# Felis silvestris bieti
El gato chino del desierto, gato montés chino o gato de Biet (Felis silvestris bieti) es una subespecie del gato montés euroasiático, un mamífero carnívoro de la familia Felidae. Es un pequeño felino que vive en el oeste de China, concretamente en el Tíbet, Qinghai, Gansu y Sichuan. Aunque anteriormente era considerado una especie (Felis bieti), un estudio de ADN en 2007 demostró que simplemente existe un grado de diferencia genética del tipo de subespecie con Felis silvestris, por lo que se le ha incluido dentro de esta especie como Felis silvestris bieti.
Debido a lo remoto de su área de distribución, esta es la menos conocida entre las subespecies del gato montés euroasiático.

## Descripción
Se trata de un animal notablemente similar al gato montés europeo (Felis silvestris silvestris), con el que comparte tamaño (80 cm de largo, más 35 de cola) y área de distribución, pero del que se puede diferenciar fácilmente por el color de la piel. El pelaje es bastante largo y de color arena en todo el cuerpo, tornándose blanquecino en el vientre. Sobre esta capa de fondo se superponen anillos de color oscuro en patas y cola, una franja oscura a lo largo del lomo, y rayas verticales más pálidas en el cuerpo, que son difíciles de ver de lejos. El extremo de las orejas presenta un pincel de pelos negros que recuerda vagamente al del caracal, el gato de los pantanos o los linces, pero mucho más corto.

## Biología y ecología
El hábitat característico lo componen áreas secas pobladas de matorral y árboles dispersos, pero nunca auténticos desiertos. Estos animales son fundamentalmente nocturnos y se alimentan de roedores, pikas y aves pequeñas. A pesar de encontrarse protegido gubernamentalmente en China, muchos individuos mueren debido al envenenamiento sistemático de las pikas, su principal presa y base alimenticia.